# Charis dematria
Charis dematria är en fjärilsart som beskrevs av John Obadiah Westwood 1847. Charis dematria ingår i släktet Charis och familjen Riodinidae. Inga underarter finns listade i Catalogue of Life.